# تادامیچی کوری‌بایاشی
تادامیچی کوری‌بایاشی (انگلیسی: Tadamichi Kuribayashi؛ زاده ۷ ژوئیهٔ ۱۸۹۱ درگذشته ۲۶ مارس ۱۹۴۵) یک فرد نظامی اهل ژاپن بود.
دلیل شهرت کوری بایاشی نبرد ایوجیما بود که با هوشیاری این فرمانده اولین و مستحکم‌ترین تونل‌های پیچیده دفاعی برای دفاع از جزیره ساخته شد که بعدها در نبرد اوکیناوا هم توسط ژاپنی‌ها از این تجربه استفاده شد.لازم به ذکر است تا قبل از این ، استراتژی‌های دفاعی ژاپنی به اندازه کافی کار آمد نبوده و باعث تلفات زیادی می شد.